# Periphyllus acericola
Periphyllus acericola är en insektsart som först beskrevs av Walker 1848. Enligt Catalogue of Life ingår Periphyllus acericola i släktet Periphyllus och familjen långrörsbladlöss, men enligt Dyntaxa är tillhörigheten istället släktet Periphyllus och familjen borstbladlöss. Arten är reproducerande i Sverige. Inga underarter finns listade i Catalogue of Life.